# Marca X
Una marca X (también conocida como marca equis, aspa o cruz o simplemente una X) se utiliza para indicar el concepto de negación (por ejemplo «No, esto no ha sido verificado», «No, es decir no es la respuesta correcta» o «No, no estoy de acuerdo"», así como un indicador (por ejemplo, en las papeletas electorales o en los mapas como una X). Se suele considerar que su opuesto es la marca O utilizada en Japón y Corea, así como la marca de visto utilizada en Occidente. En japonés, la marca X (❌) se llama «batsu» (ばつ) y alguien puede expresarla cruzando los brazos.
1. ↑  «What is Maru Batsu?». genkienglish.net. Consultado el 23 de julio de 2016.

También se utiliza como sustituto de la firma de una persona ciega o analfabeta que, por tanto, no puede escribir su nombre. Normalmente, la escritura de una X utilizada para este propósito debe ser atestiguada para que sea válida.
En contraposición a la negación o percepción negativa delegada a la letra X, existe una adaptación significativa en el uso de esta letra. Esta letra única también se reconoce como el símbolo de la multiplicidad, el símbolo numérico romano del 10 y también la marca de un tesoro escondido. La letra X representa perseverancia y preservación. Es bastante común, especialmente en formularios y documentos impresos, que haya cuadrados en los que colocar cruces (X), así como cheques.
También se utiliza tradicionalmente en mapas para indicar ubicaciones, sobre todo en mapas del tesoro. También se utiliza como un conjunto de tres para marcar jarras de alcohol ilegal por haber completado todos los pasos de destilación, al tiempo que indica su potencia (hasta 150 grados) en relación con las bebidas espirituosas legales, que rara vez superan los 80 grados (40% vol.).

## Unicode

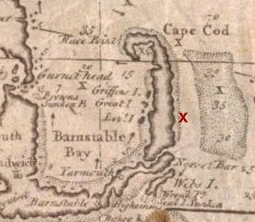
Una marca x que marca el lugar del naufragio del Whydah Gally en Cabo Cod.

Unicode proporciona varios símbolos relacionados, que incluyen:
| Símbolo | Punto de código Unicode (hexadecimal) | Nombre                                     |
| ------- | ------------------------------------- | ------------------------------------------ |
| ☐       | U+2610                                | URNA (casilla) de verificación)            |
| ☒       | U+2612                                | URNA CON X (casilla con cruz)              |
| ✗       | U+2717                                | X DE PAPELETA (cruz)                       |
| ✘       | +2718                                 | X DE PAPELETA EN NEGRITA (cruz en negrita) |

La marca generalmente se representa con una forma menos simétrica que los siguientes símbolos en forma de cruz:
| Símbolo | Punto de código Unicode (hexadecimal) | Nombre                                                    |
| ------- | ------------------------------------- | --------------------------------------------------------- |
| X       | U+0058                                | LETRA X MAYÚSCULA LATINA                                  |
| X       | U+0078                                | LETRA X MINÚSCULA LATINA                                  |
| ×       | U+00D7                                | SIGNO DE MULTIPLICACIÓN (notación z producto cartesiano ) |
| Χ       | U+03A7                                | LETRA GRIEGA MAYÚSCULA CHI                                |
| χ       | U+03C7                                | LETRA GRIEGA MINÚSCULA CHI                                |
| Х       | U+0425                                | LETRA CIRÍLICA MAYÚSCULA HA                               |
| х       | U+0445                                | LETRA CIRÍLICA MINÚSCULA HA                               |
| ╳       | +2573                                 | CRUZ DIAGONAL LIGERA DE CAJA DIBUJOS                      |
| ☓       | U+2613                                | ASPA (cruz de San Andrés)                                 |
| ✕       | U+2715                                | MULTIPLICACIÓN X                                          |
| ✖       | U+2716                                | MULTIPLICACIÓN X EN NEGRITA                               |
| ❌      | U+274C                                | MARCA DE CRUZ                                             |
| ❎      | U+274E                                | MARCA DE CRUZ CUADRADA NEGATIVA                           |
| ⨉       | U+2A09                                | OPERADOR DE N VECES                                       |
| ⨯       | U+2A2F                                | VECTOR O PRODUCTO VECTORIAL                               |
| 𝑥       | U+1D465                               | X MATEMÁTICA CURSIVA PEQUEÑA                              |
| 𝓍       | U+1D4CD                               | X MATEMÁTICA SCRIPTADA PEQUEÑA                            |
| 🗙       | U+1F5D9                               | CANCELACIÓN X                                             |
| 🗴       | U+1F5F4                               | ESCRITO DE PAPELETA X                                     |
| 🞨       | U+1F7A8                               | CRUZ FINA                                                 |
| 🞩       | U+1F7A9                               | CRUZ NORMAL                                               |
| 🞪       | U+1F7AA                               | CRUZ MEDIANA                                              |
| 🞫       | U+1F7AB                               | CRUZ EN NEGRITA                                           |
| 🞬       | U+1F7AC                               | CRUZ REMARCADA                                            |
| 🞭       | U+1F7AD                               | CRUZ MUY REMARCADA                                        |
| 🞮       | U+1F7AE                               | CRUZ EXTREMADAMENTE REMARCADA                             |